# Manchester City
Manchester City (offiziell Manchester City Football Club) – auch bekannt als The Cityzens, Skyblues, Man City oder einfach nur City – ist ein Fußballverein aus Manchester. Nach der Gründung im Jahr 1880 als West Gorton Saint Marks spielte der Verein ab 1887 unter dem Namen Ardwick A.F.C. und zog anschließend in die Hyde Road um, bevor 1894 der endgültige Name Manchester City F.C. entstand. Mit zehn englischen Meisterschaften, sieben FA-Cup-Siegen, acht Ligapokal-Triumphen sowie jeweils einem Gewinn des Europapokals der Pokalsieger und der UEFA Champions League zählt Manchester City zu den erfolgreichsten Fußballvereinen in England. Er spielt in der Premier League und hat den Großteil seiner Geschichte in der obersten Liga verbracht. Die offiziellen Maskottchen des Vereins sind die Außerirdischen „Moonchester“ und „Moonbeam“. Der Verein gehört der City Football Group, die sich mehrheitlich im Besitz der Herrscherfamilie des arabischen Emirats Abu Dhabi befindet.

## Geschichte

### Anfänge und Etablierung im Oberhaus
Im Jahr 1892 trat der Verein als Ardwick A.F.C. der englischen Football League als Gründungsmitglied der Second Division, der damals zweithöchsten Spielklasse, bei. Finanzielle Schwierigkeiten in der Saison 1893/94 führten zu einer grundlegenden Umstrukturierung und Umbenennung in Manchester City mit gleichzeitiger Eintragung ins Handelsregister als Manchester City Football Club Limited am 16. April 1894.
Mit dem Gewinn der Zweitligameisterschaft 1899 konnte der Verein seinen ersten Erfolg verzeichnen. 1904 folgte nach dem Finalsieg gegen die Bolton Wanderers im FA-Cup der erste große Titelgewinn. 1923 bezog Manchester City sein neues Stadion an der Maine Road in Moss Side, Manchester. Dieses lag im Süden von Manchester und somit fernab seiner vorherigen Heimat im Osten der Stadt, weshalb unzufriedene Mitglieder und Fans 1928 mit Manchester Central einen eigenen Verein ins Leben riefen.
Manchester City gewann die erste englische Meisterschaft 1937. Das FA-Cup-Finale von 1956, das Manchester City 3:1 gegen Birmingham City gewann, gilt bis heute als eines der bemerkenswertesten Finals, weil der Torwart Bert Trautmann das Spiel trotz eines gebrochenen Halswirbels zu Ende spielte. Der zweite Meistertitel folgte 1968 und markierte den Beginn einer äußerst erfolgreichen Ära, in der zwischen den späten 1960er und frühen 1970er Jahren unter dem Manager Joe Mercer, seinem Assistenten Malcolm Allison, Mannschaftskapitän Tony Book und den Stürmern Francis Lee, Colin Bell und Mike Summerbee die Trophäensammlung deutlich erweitert wurde. Der bedeutsamste europäische Erfolg war dabei 1970 der Gewinn des Europapokals der Pokalsieger, als der Verein im Finale von Wien den polnischen Vertreter Górnik Zabrze mit 2:1 besiegte.
Anschließend ereilte den Verein eine lange Phase des Misserfolgs, und Manchester City stieg in den 1980er Jahren zweimal aus der obersten Liga ab. Obwohl in dieser Phase auch in zwei aufeinanderfolgenden Jahren unter Manager Peter Reid jeweils der fünfte Platz in der höchsten Spielklasse erkämpft werden konnte, änderte dies nichts an der grundsätzlich negativen Tendenz bis in die 1990er Jahre und führte 1998 zum absoluten Tiefpunkt, als der Verein sogar erstmals in die dritte Liga abstieg.
Der Abstieg führte zu großem Aufruhr abseits des Spielfelds, und ein neuer Vorsitzender übernahm den Verein. City gelang bereits im ersten Versuch der Wiederaufstieg, nachdem in einem dramatischen Play-off der FC Gillingham besiegt worden war. Gleichzeitig wurden Pläne für den Umzug in ein neues Stadion verkündet, und es verbreitete sich erstmals wieder eine optimistische Atmosphäre. Der direkte Aufstieg in die erste Liga nach nur einer Zweitligasaison stellte sich dann als zu früh für den sich noch erholenden Verein heraus und hatte den Abstieg in der Saison 2000/01 zur Folge. Kevin Keegan übernahm die sportliche Leitung des Teams und hatte unmittelbaren Erfolg, als der Verein die Zweitligameisterschaft mit einem Rekord hinsichtlich der binnen einer Saison erzielten Punkte und Tore gewann. Die letzte Saison im alten Stadion an der Maine Road konnte demnach in der obersten Spielklasse absolviert werden.
Einer der Höhepunkte der letzten Saison in der alten Heimstätte Maine Road, die mittlerweile abgerissen wurde, war nach einem Treffer von Nicolas Anelka und zwei Toren von Shaun Goater der 3:1-Sieg im Derby gegen Manchester United, der eine 13-jährige sieglose Zeit gegen den Lokalrivalen beendete. 2003 zog Manchester City in das City of Manchester Stadium um, eine neu gebaute und vom Verein geleaste Spielstätte im Osten Manchesters mit 48.000 Sitzplätzen. Die erste Saison im neuen Stadion endete mit dem neunten Platz in der Endtabelle und der Qualifikation für den UEFA-Pokal über die Fairplay-Regelung der UEFA.
Im Vorfeld der Saison 2002/03 verpflichtete der Verein Anelka für 13,5 Millionen britische Pfund. Dies war ein weiteres Indiz für den ungewöhnlich schnellen Aufstieg vom Drittligaverein 1999 zu einem Verein, der nur kurze Zeit später ein großes Stadion besaß, an einem europäischen Wettbewerb teilnahm und Weltklassespieler im Kader hatte. Im Februar 2005 stufte die Rechnungsprüfungsgesellschaft Deloitte & Touche den Verein unter den weltweit umsatzstärksten Fußballvereinen auf Platz 16 ein.

### Etablierung als Top-Mannschaft (2007–2016)
| Saisondaten 2007–2016                    |       |        |        |                  |
| Saison                                   | Platz | Tore   | Punkte | Zuschauerschnitt |
| 2007/08                                  | 9     | 45:53  | 55     |                  |
| 2008/09                                  | 10    | 58:50  | 50     |                  |
| 2009/10                                  | 5     | 73:45  | 67     | 45.470           |
| 2010/11                                  | 3 (P) | 66:33  | 71     | 45.905           |
| 2011/12                                  | 1     | 93:29  | 89     | 47.045           |
| 2012/13                                  | 2     | 66:34  | 78     | 46.974           |
| 2013/14                                  | 1 (L) | 102:37 | 86     | 47.080           |
| 2014/15                                  | 2     | 88:38  | 79     | 45.365           |
| 2015/16                                  | 4 (L) | 71:41  | 66     | 54.041           |
| Gold unterlegt: Gewinn der Meisterschaft |       |        |        |                  |

#### Eigentümerwechsel (2007–2009)
2007 erwarb der umstrittene ehemalige Premierminister Thailands Thaksin Shinawatra die Hauptanteile am Verein. Im September 2008 verkaufte er sie für etwa 185 Millionen Euro an ein Investmentunternehmen aus dem Emirat Abu Dhabi.
In der Saison 2007/08 erreichte der Klub den neunten Platz, durfte aber über die Fair-Play-Wertung an der Qualifikation zum UEFA-Pokal 2008/09 teilnehmen. Darüber hinaus erreichte man das Viertelfinale im Ligapokal, wo man gegen den späteren Sieger Tottenham Hotspur verlor. Gegen den färöischen Klub EB/Streymur und den dänischen FC Midtjylland gelang diese auch. In der ersten Runde setzte man sich gegen Omonia Nikosia durch und überstand als Erstplatzierter die Gruppenphase. Nach Triumphen über den FC Kopenhagen und den Aalborg BK erreichte City das Viertelfinale. Dort musste man sich dem Hamburger SV geschlagen geben. In der Saison 2008/09 reichte es nur für Platz 10 in der Premier League. In weiterer Folge sollte Manchester City aber einen steilen Aufschwung nehmen.

#### Roberto Mancini (2009–2013)
Im Dezember 2009 wurde Inter Mailands Ex-Erfolgstrainer Roberto Mancini neuer Manchester City-Trainer. Die Ernennung Mancinis war im Rückblick der Wendepunkt für Citys Aufstieg zur Top-Mannschaft. So gewannen die Cityzens unter ihm ihren ersten nationalen Titel seit 1976 sowie ihre erste Meisterschaft seit 1968. Die momentane Spielzeit 2009/10 wurde allerdings zunächst nur auf dem fünften Platz beendet und somit außerhalb der langfristig angepeilten Champions-League-Plätze, wobei man sich stattdessen für die nächste Ausgabe der Europa League qualifizierte. In den nationalen Pokalwettbewerben gelang eine deutliche Verbesserung der Leistungen im Vergleich zur vorherigen Spielzeit. Im Ligapokal kam man bis ins Halbfinale, wo man mit 3:4 an Stadtrivale Manchester United scheiterte und im FA-Cup reichte es fürs Achtelfinale, wo man Stoke City mit 1:3 im Wiederholungsspiel unterlag.
Die folgende Spielzeit 2010/11 sah dann den endgültigen Durchbruch Manchester Citys an die nationale Spitze. So brachte es die Mannschaft am Ende der Saison auf Rang drei, was die bisher beste Platzierung in der Premier-League-Ära darstellte sowie die erstmalige Qualifikation für die Champions League bzw. Europapokal der Landesmeister seit 1968 bedeutete. Zudem konnten die Cityzens im April 2011 ihre seit 1976 anhaltende „Trophäen-Durststrecke“ beenden. So schaffte man es nach einem 1:0-Sieg über Stadtrivale Manchester United im Halbfinale ins Endspiel des FA-Cups, welches im Anschluss mit 1:0 gegen Stoke City gewonnen werden konnte. Im Ligapokal kam man bis in die dritte Runde, in der man an West Bromwich Albion scheiterte und in der Europa League bis ins Achtelfinale, wo man gegen Dynamo Kiew verlor.
In der Saison 2011/12 gewann Manchester City nach 44 Jahren zum dritten Mal die englische Meisterschaft. Obwohl Lokalrivale Manchester United vier Spiele vor Saisonende noch fünf Punkte Vorsprung hatte, konnte er durch die bessere Tordifferenz noch überholt werden, wobei am letzten Spieltag die Queens Park Rangers erst durch zwei Tore in der Nachspielzeit besiegt wurden. Im FA-Cup misslang die Titelverteidigung durch eine 2:3-Niederlage gegen Manchester United in der dritten Hauptrunde. In der Königsklasse, in der man erstmals seit 1968 wieder antrat, wurde man Gruppendritter und wechselte in die Europa League. In dieser kam man bis ins Achtelfinale, wo man an Sporting Lissabon scheiterte.
In der Spielzeit 2012/13 wurde City hinter dem Stadtrivalen Manchester United Vizemeister. Aus der Champions League verabschiedete man sich als Gruppenletzter frühzeitig. Im FA-Cup erreichte man unterdessen nach einem Halbfinalsieg über den Titelverteidiger FC Chelsea das zweite Endspiel in drei Jahren. In diesem traf man am 11. Mai 2013 auf den Abstiegskandidaten Wigan Athletic, gegen den man als klarer Favorit galt. Dennoch ging die Partie in der Nachspielzeit mit 0:1 verloren. Drei Tage später wurde Trainer Roberto Mancini von seinen Aufgaben entbunden, da er alle Ziele bis auf die direkte Champions-League-Qualifikation verfehlt hatte. Am 14. Juni 2013 wurde Manuel Pellegrini, ehemaliger Trainer der FC Málaga, als neuer Cheftrainer bestätigt.

#### Manuel Pellegrini (2013–2016)
In der dreijährigen Amtszeit von Pellegrini konnte die, unter Vorgänger Mancini begonnene, Etablierung als Top-Mannschaft fortgesetzt werden. So gelang in allen drei Spielzeiten die Qualifikation für die Champions League und auch mehrere nationale Titel konnten gewonnen werden. Zudem hatten die Cityzens unter Pellegrini ihre beste Spielzeit in der Champions League seit der erstmaligen Qualifikation 2011.
In der ersten Spielzeit unter Pellegrini gewann Manchester City den zweiten Meistertitel in drei Jahren. Dabei zog man am vorletzten Spieltag am lange führenden FC Liverpool vorbei und sicherte sich so nach 2012 die vierte Meisterschaft. Zudem konnten die Cityzens im Februar ihren ersten Ligapokal seit 1976 gewinnen. Im FA-Cup scheiterte man unterdessen im Viertelfinale mit 1:2 erneut an Wigan Athletic. International verbesserte City sich etwas und nach dem Gruppenphasen-Aus in den zwei Jahren zuvor, schaffte man es ins Achtelfinale, wo man im Anschluss allerdings dem FC Barcelona unterlag.
Die Spielzeit 2014/15 blieb titellos. In der Liga wurde Manchester City Vizemeister hinter dem FC Chelsea. Im FA-Cup scheiterte die Mannschaft überraschend mit 0:2 in der 4. Runde am Zweitligisten FC Middlesbrough und im Ligapokal scheiterte man als Titelverteidiger im Achtelfinale mit 0:2 an Newcastle United. In der Champions League scheiterte City erneut im Achtelfinale am FC Barcelona.
Im Sommer 2015 kam es zu einer Überarbeitung des Kaders. Größte Veränderung waren die Ankünfte von Mittelfeldspieler Kevin de Bruyne, Flügelstürmer Raheem Sterling und Innenverteidiger Nicolás Otamendi, für deren Verpflichtung Manchester City mehr als 180 Millionen Euro in die Hand nahm. Alle drei entwickelte sich in den folgenden Jahren zu Leistungsträgern der Cityzens. Für deutlich geringere Summen holte man zudem Aston Villas Fabian Delph und Fulhams Patrick Roberts. Verabschieden tat man sich im Gegenzug von den Angreifern Edin Džeko, Álvaro Negredo und Stevan Jovetić. Auch ließ man Mittelfeldspieler James Milner ablösefrei zum FC Liverpool ziehen. Im Januar trennte man sich zudem von Verteidiger Matija Nastasić. Besondere Beachtung fanden vor allem die Abgänge von Džeko und Milner, da beide langjährige Leistungsträger bei City mit jeweils weit über 100 Einsätzen gewesen waren. Die folgende Spielzeit 2015/16 war Citys letzte unter der Führung von Pellegrini. Anfang Februar 2016 gaben Pellegrini und Manchester City dabei bereits bekannt, dass Pellegrini die Cityzens zum Ende der Saison verlassen würde. Die Saison beendete man denkbar knapp auf dem vierten Platz, dank einer besseren Tordifferenz gegenüber dem Stadtrivalen Manchester United. Ende Februar gelang der Gewinn des vierten Ligapokals der Vereinsgeschichte. Aus dem FA-Cup verabschiedete man sich im Viertelfinale nach einer deutlichen 1:5-Niederlage gegen den FC Chelsea. International erlebte City seine beste Kampagne seit der erstmaligen Qualifikation für die Champions League 2011. So erreichte die Mannschaft nach einem 3:2-Viertelfinalsieg über Paris Saint-Germain, erstmals das Halbfinale. Dort unterlag man im Anschluss mit 0:1 dem späteren Sieger Real Madrid.

### Die Ära Pep Guardiola (seit 2016)
| Saisondaten seit 2016                    |           |        |        |                  |
| Saison                                   | Platz     | Tore   | Punkte | Zuschauerschnitt |
| 2016/17                                  | 3         | 80:39  | 78     | 54.019           |
| 2017/18                                  | 1 (L)     | 106:27 | 100    | 53.812           |
| 2018/19                                  | 1 (P) (L) | 95:23  | 98     | 54.130           |
| 2019/20                                  | 2 (L)     | 102:35 | 81     | 37.097           |
| 2020/21                                  | 1 (L)     | 83:32  | 86     | 526              |
| 2021/22                                  | 1         | 99:26  | 93     | 52.738           |
| 2022/23                                  | 1 (C) (P) | 94:33  | 89     | 53.249           |
| 2023/24                                  | 1         | 96:34  | 91     | 47.632           |
| 2024/25                                  | 3         | 72/44  | 71     | 53.636           |
| Gold unterlegt: Gewinn der Meisterschaft |           |        |        |                  |

#### Saison 2016/17
Zur Saison 2016/17 übernahm Pep Guardiola das Team von Manuel Pellegrini. Nach Guardiolas Amtsübernahme kam es zu einem Kaderumbruch. Der langjährige Torwart und Vereinslegende Joe Hart wurde durch den von Barcelona kommenden Claudio Bravo ersetzt. Von Borussia Dortmund wurde der Mittelfeldspieler İlkay Gündoğan geholt und vom FC Schalke 04 Flügelspieler Leroy Sané, welche Neutrainer Guardiola aus seiner Zeit in der Bundesliga kannten. Vom FC Everton kam der Innenverteidiger John Stones und zudem wurden noch der Außenverteidiger Oleksandr Sintschenko und die Angreifer Gabriel Jesus und Nolito verpflichtet.
Die anschließende Spielzeit blieb titellos. In der Liga wurde man Dritter. Im Ligapokal endete die Titelverteidigung im Achtelfinale, im FA-Cup schied man im Halbfinale gegen den FC Arsenal aus und in der Champions League scheiterte man im Achtelfinale am Überraschungsteam AS Monaco. Anfang 2017 akzeptierte Manchester City eine Klage der FA nach dem dritten Verstoß innerhalb eines Jahres gegen die Meldebestimmungen der Anti-Doping-Regeln.

#### Nationale Erfolge (2017–2019)
Im Sommer 2017 kam es zu einem weiteren Umbau der Mannschaft. Weil er sich eine Reihe von Fehlern geleistet hatte, wurde Claudio Bravo nach nur einem Jahr durch Benficas Ederson ersetzt. Auch wurden die Außenverteidiger Kyle Walker und Danilo verpflichtet. Vom frischgekrönten französischen Meister AS Monaco kamen unterdessen die Leistungsträger Bernardo Silva und Benjamin Mendy. Für eine vereinsinterne Rekordablöse von 70 Millionen Euro wurde im folgenden Winter zudem noch Innenverteidiger Aymeric Laporte verpflichtet.
In der Spielzeit 2017/18 wurden die Cityzens mit einem Rekordwert von 100 Punkten Meister. Der Gewinn der fünften Meisterschaft stand dabei bereits am 33. Spieltag fest, nachdem man seit dem 5. Spieltag die Tabellenführung innegehabt hatte. Zusätzlich konnte im Februar 2017 noch der Ligapokal gewonnen werden. Im Finale in Wembley setzte sich Manchester City dabei mit 3:0 klar gegen den FC Arsenal und Arsène Wenger durch. Für City war es der dritte Ligapokal-Gewinn in vier Jahren und der fünfte Ligapokal insgesamt. Im FA-Cup war dagegen in der fünften Hauptrunde nach einer 0:1-Niederlage gegen Wigan Athletic Schluss. In der Königsklasse scheiterte das Team im Viertelfinale am Ligarivalen FC Liverpool unter Jürgen Klopp und schied mit einer Gesamtniederlage von 1:5.
Im anschließenden Sommer hielten sich die Transferaktivitäten von Manchester City in Grenzen. Die einzigen bedeutsamen Veränderungen waren die Verpflichtung von Leicester Citys algerischem Flügelspieler Riyad Mahrez für knapp 68 Millionen Euro und der endgültige Abgang vom langjährigen Erfolgstorwart Joe Hart, welcher die vorherigen zwei Spielzeiten allerdings bereits auf Leihbasis außerhalb von Manchester verbracht hatte.
In der Saison 2018/19 gewann Manchester City als erste englische Männer-Mannschaft das nationale Triple bestehend aus Meisterschaft, Nationalem Pokal und Ligapokal. Anfang März gelang zunächst die Verteidigung des Ligapokals durch einen 4:3-Sieg über den FC Chelsea im Elfmeterschießen. Die Meisterschaft sicherte sich das Guardiola-Team dann am letzten Spieltag mit 98 Punkten, was einem Punkt Vorsprung auf den FC Liverpool entsprach. Sechs Tage später, am 18. Mai, folgte schließlich der Gewinn des FA-Cups, durch einen dominanten 6:0-Finalsieg gegen den FC Watford, womit das nationale Triple vervollständigt wurde. In der Champions League scheiterte man erneut im Viertelfinale an einem englischen Verein. Dieses Mal an Tottenham Hotspur mit Mauricio Pochettino, gegen die man aufgrund der Auswärtstorregel nach Hin- und Rückspiel knapp mit 4:4 verlor.
Nachdem im Jahr zuvor die Transferaktivität eher gering geblieben war, gab es im Sommer 2019 mehr Bewegung. Die einschneidendsten Veränderungen waren dabei der Abschied vom langjährigen Erfolgskapitän und Vereinslegende Vincent Kompany und die 70 Millionen Euro teure Erwerbung von Atlético Madrids 23-jährigem Mittelfeldspieler Rodri, welcher sich in den folgenden Jahren zu einem Leistungsträger der Cityzens entwickeln sollte. Des Weiteren kam es zum Abgang von Verteidiger Fabian Delph zum FC Everton sowie einem Außenverteidiger-Tausch zwischen den Cityzens und Juventus Turin, bei dem City für 37 Millionen Euro Danilo an die Turiner abgab und im Gegenzug für 65 Millionen Euro den Portugiesen João Cancelo verpflichtete.

#### Vizemeisterschaft 2019/20
Die Spielzeit 2019/20 verlief für Manchester City schwächer als die vorherigen. In der Meisterschaft enteilte einem der FC Liverpool und die Cityzens wurden mit 18 Punkten Rückstand auf Meister Liverpool Zweiter. Auch im FA-Cup misslang die Titelverteidigung und mit 0:2 scheiterte Manchester City im Halbfinale am FC Arsenal unter Mikel Arteta, der bis zu seiner Ernennung zum Übungsleiter der Gunners im Dezember 2019, Teil des Stabs von Trainer Guardiola gewesen war. Dafür gelang die erneute Titelverteidigung im Ligapokal. Mit einem 2:1-Sieg über Aston Villa im Finale sicherten sich die Skyblues den dritten Ligapokal in Folge und damit den fünften in sieben Jahren. In der Champions League setzte man sich unterdessen im Achtelfinale mit einem Gesamtergebnis von 4:2 gegen Real Madrid und Zinédine Zidane durch, bevor man im Viertelfinale dann jedoch überraschend mit 1:3 an Olympique Lyon scheiterte.
Am 15. Februar 2020 wurde Manchester City von der UEFA aufgrund von Verstößen gegen das Financial Fairplay für zwei Jahre von allen Wettbewerben des Verbands ausgeschlossen, also von der Europa League und der Champions League. Außerdem hatte der Verein eine Geldstrafe in Höhe von 30 Millionen Euro zu zahlen. Das Strafmaß galt ab der Saison 2020/21. Der Klub, der weitestgehend im Besitz der Herrscherfamilie des Emirats Abu Dhabi ist, habe im Zeitraum zwischen 2012 und 2016 Sponsoreneinnahmen in der Bilanz überbewertet, erklärte das unabhängige Finanzkontrollgremium CFCB der UEFA. Weiter habe City während der Untersuchungen nicht ausreichend kooperiert. Im Sommer 2020 hob der Internationale Sportgerichtshof CAS die Sperre für Manchester City auf und reduzierte die Geldstrafe. Im April 2022 veröffentlichte Der Spiegel Dokumente, die eine Staatsfinanzierung belegen sollen. Im Februar 2023 verkündete die Premier League, dass sie gegen Manchester City ermittelt. Dem Verein drohen Punktabzüge oder ein Zwangsabstieg aus der ersten Liga, die Ermittlungen dauern aktuell noch an.

#### Vier Meisterschaften in Folge und Triple (2020–2024)
Nach der Vizemeisterschaft im Jahr zuvor kehrte der Premier-League-Titel in der Saison 2020/21 zurück ins Etihad-Stadion. Mit 12 Punkten Vorsprung auf Stadtrivale Manchester United wurde Manchester City zum siebten Mal Meister. Zudem gelang durch einen 1:0-Finalsieg gegen Tottenham Hotspur der vierte Gewinn des Ligapokals in Folge. Im FA-Cup schied man im Halbfinale gegen den FC Chelsea und Thomas Tuchel aus. In der Champions League zog das Guardiola-Team nach Triumphen über die deutschen Vereine Borussia Mönchengladbach und Borussia Dortmund sowie einem 4:1-Halbfinalsieg über den letztjährigen Finalisten Paris Saint-Germain erstmals in seiner Geschichte ins Finale ein. In einem rein englischen Endspiel unterlagen die Cityzens im Estádio do Dragão in Porto dem FC Chelsea mit 0:1.
In der Saison 2021/22 gelang Manchester City die Titelverteidigung. Mit einem Punkt Vorsprung auf die Verfolger Liverpool und Jürgen Klopp sicherte sich der Verein am letzten Spieltag die achte Meisterschaft. Im FA-Cup schied man unterdessen im Halbfinale gegen den FC Liverpool aus und im Ligapokal riss die 2018 begonnene Siegesserie durch eine Niederlage im Achtelfinale gegen West Ham United. In der Champions League schaffte man es nach Siegen über Sporting Lissabon und Atlético Madrid ins Halbfinale, wo man auf Real Madrid und Carlo Ancelotti traf. Nach einem knappen 4:3-Heimspielsieg führte man im Rückspiel ab der 73. Minute mit 1:0 (5:3-Gesamtergebnis) und es bahnte sich ein erneuter Einzug ins Endspiel an. Zwei schnelle Treffer durch Madrids Rodrygo in der Nachspielzeit ließen die Partie dann allerdings in die Verlängerung gehen, in der man früh einen Elfmeter kassierte. Im Anschluss änderte sich am Spielstand nichts mehr, worauf man mit einer Gesamtniederlage von 5:6 den erneuten Einzug ins Finale verpasste.
Im Sommer 2022 kam es bei Manchester City zu größeren Veränderungen im Kader. Für die Offensive wurden River Plates Julián Álvarez und Borussia Dortmunds 22-jähriger Starstürmer Erling Haaland verpflichtet. Ebenfalls vom BVB kam außerdem noch Verteidiger Manuel Akanji. Im Gegenzug ließ man den langjährigen Leistungsträger Raheem Sterling in Richtung FC Chelsea ziehen und Gabriel Jesus und Oleksandr Sintschenko schlossen sich dem FC Arsenal an. Im Winter wurde zudem João Cancelo auf Wunsch von Trainer Guardiola per Leihe an den FC Bayern München abgegeben.
Die Spielzeit 2022/23 sollte zur erfolgreichsten in der Geschichte von Manchester City werden. Nachdem man in der Liga lange Zeit hinter Arsenal und Mikel Arteta Zweiter gewesen war, gelang schließlich doch noch der Sprung an die Tabellenspitze und der Gewinn der neunten Meisterschaft. Durch die erneute Verteidigung des Meistertitels wurden die Skyblues zum vierten Verein nach Huddersfield Town, Arsenal und Manchester United, dem es gelang, dreimal in Folge die englische Meisterschaft zu gewinnen. Im Ligapokal schied man im Viertelfinale überraschend gegen den FC Southampton aus. Im FA-Cup zog man dagegen erstmals seit 2019 wieder ins Finale ein. Dort traf man auf den Stadtrivalen Manchester United. Das Finale im Wembley-Stadion wurde dank eines Doppelpacks von Kapitän İlkay Gündoğan mit 2:1 gewonnen. In der Champions League lief es so erfolgreich wie nie zuvor. Nachdem man sich zunächst mit einem Gesamtsieg von 8:1 gegen RB Leipzig und im Viertelfinale mit 4:1 gegen den FC Bayern München durchgesetzt hatte, traf man im Halbfinale, in einer Neuauflage des Halbfinals der vorherigen Spielzeit, erneut auf Real Madrid und Carlo Ancelotti. Das Auswärtsspiel in Madrid endete zunächst mit 1:1. Das Heimspiel im Etihad-Stadion konnte im Anschluss mit 4:0 deutlich gewonnen werden, wodurch Manchester City nach 2021 zum zweiten Mal in ein Champions-League-Finale einzog. Das Finale gegen Inter Mailand in Istanbul konnte mit 1:0 gewonnen werden. Damit konnte Manchester City die Saison mit dem ersten Triple der Vereinsgeschichte abschließen.
Die Saison 2023/24 begannen die Cityzens als Titelverteidiger im FA-Cup, der Premier League und der Champions League. Im Ligapokal scheiterte man bereits im ersten Spiel überraschend an Newcastle United. In der Champions League schaffte man es nach einem ersten Platz in der Gruppenphase und einem 6:2-Gesamtsieg über den FC Kopenhagen ins Viertelfinale. In diesem bekam man es mit Real Madrid und Carlo Ancelotti zu tun. Das Aufeinandertreffen mit den Madrilenen stellte, nach den Halbfinal-Spielen 2022 und 2023, die dritte Begegnung in Folge dar. Das Auswärtsspiel im Bernabéu-Stadion endete zunächst 3:3 bevor das Rückspiel in Manchester mit 1:1 ebenfalls in einem Remis endete. Das anschließende Elfmeterschießen ging mit 3:4 verloren, womit die Titelverteidigung in der Königsklasse verpasst und ein zweiter Gewinn des Triples in Folge, wie Bernardo Silva ihn in Aussicht gestellt hatte, unmöglich wurde. In der Liga leistete man sich lange einen erbitterten Kampf um die Meisterschaft mit dem FC Arsenal sowie dem FC Liverpool. Während die Reds nach dem 32. Spieltag an Boden verloren, blieb der Wettkampf mit den Gunners bis zuletzt eng. Erst durch einen 2:0-Sieg gegen Tottenham Hotspur im vorletzten Saisonspiel gelang der Sprung an die Tabellenspitze, bevor ein 3:1-Sieg über West Ham United und David Moyes am letzten Spieltag dann den Gewinn der 10. Meisterschaft mit 91 Punkten besiegelte. Durch den erneuten Gewinn der Meisterschaft wurde Manchester City zum ersten Verein in der Geschichte des englischen Fußballs, der es schaffte, vier Mal in Folge die Meisterschaft zu gewinnen. Im FA-Cup gelang nach Siegen über u. a. Tottenham Hotspur, Newcastle United sowie den FC Chelsea unter Mauricio Pochettino der Einzug ins Finale. Dort traf man in einer Neuauflage des letztjährigen Endspiels erneut auf den von Erik ten Hag trainierten Stadtrivalen Manchester United. Trotz Favoritenrolle ging die Partie im Wembley-Stadion am 25. Mai mit 1:2 verloren und eine im englischen Fußball noch nie erfolgte Verteidigung des Doubles wurde verpasst.

## Finanzen
Die Anteile der Manchester City Football Club Limited werden vollständig von der City Football Group gehalten. Die Gruppe gehört drei Organisationen, von denen sich 81 % mehrheitlich im Besitz der Abu Dhabi United Group, 18 % im Besitz der US-amerikanischen Beteiligungsgesellschaft Silver Lake, und 1 % im Besitz der chinesischen Firmen China Media Capital und CITIC Group befinden. Die Abu Dhabi United Group gehört Scheich Mansour bin Zayed Al Nahyan, Mitglied der königlichen Familie von Abu Dhabi und Vizepräsident der Vereinigten Arabischen Emirate.

### 2012
Im Geschäftsjahr 2012 erwirtschaftete der Verein 285,6 Millionen Euro Umsatz, davon 75 Millionen Euro an Fernsehgeldern. Damit steht Man City auf Platz 7 in der Rangliste der umsatzstärksten Klubs in Europa. 2011 fuhr der Verein einen Verlust von 228 Millionen Euro (194 Millionen Pfund) ein, noch nie in der Geschichte des englischen Fußballs hatte ein Klub innerhalb eines Jahres ein größeres Minus verbucht. 2012 konnte der Verlust auf 99 Millionen Pfund gesenkt werden. Mit 202 Millionen Pfund Gehälterausgaben hat Manchester City die höchste Summe in England, die Gehälter entsprechen damit 87 % des Gesamtumsatzes 2012. Die Nettoverschuldung betrug im selben Jahr 58 Millionen Pfund.
Zusammensetzung des Umsatzes (231 Millionen Pfund) von 2012:
- Ticketverkäufe und Spieltagerlöse: 22 Millionen Pfund
- TV-Übertragungsrechte: 88 Millionen Pfund
- Vermarktung & Sponsoring: 121 Millionen Pfund[48]

In der Investitionspolitik verfolgt Eigner Mansour mit der Umwandlung seiner zinslosen Gesellschafter-Darlehen in Eigenkapital eine sogenannte „forcierte Investment-Strategie“. In Zukunft sollen Ausgaben durch entsprechende Einnahmen gedeckt sein. Allein 18 Monate nach der Übernahme des Vereines investierte Mansour 440 Millionen Euro. Mit Ablauf der Saison 2011/12 erhöhte sich diese Summe auf 900 Millionen Euro. Mansour gibt seine Investitionspolitik als langfristiges Projekt an, an dessen Ende der Verein finanziell auf eigenen Beinen stehen soll. Um nicht gegen die Financial-Fairplay-Regelung zu verstoßen, glich Mansour einen Teil der Verluste bisher aus eigener Tasche aus. 2012 gab die Vereinsführung bekannt, die „aggressive Transferpolitik“ der vergangenen Jahre einzudämmen und verstärkt auf die Jugendarbeit setzen zu wollen. Kritiker behaupten, Mansour würde, indem er Sponsoren wie Etihad Airways Geld zukommen lasse, gegen die UEFA-Richtlinien des Financial Fair Play verstoßen, da von diesen Sponsoren an den Verein gezahltes Geld als Einnahme gilt. Der auf zehn Jahre festgelegte Vertrag mit der Etihad Airways soll Man City 466 Millionen Euro einbringen.
Von 2007 bis 2012 bezahlte Man City für den Zugang von 164 Spielern etwa 720 Millionen Euro. Dagegen wurden durch den Abgang von 174 Spielern etwa 160 Millionen Euro eingenommen. Das ergibt einen Verlust von 560 Millionen Euro Ablöse.

### 2013/2014
Für das Geschäftsjahr bis Ende Mai 2013 konnte City seinen Verlust auf 52 Millionen Pfund reduzieren, da die Einnahmen auf 271 Millionen Pfund erhöht werden konnten. Der Verein rechnete trotz der hohen Verluste damit, die Regularien des Financial Fairplays zu erfüllen, da eine Ausnahmeregelung für Spielergehälter existiere, die vor 2010 vereinbart wurden. Im Mai 2014 wurde von der UEFA dennoch eine Strafe in Höhe von 60 Mio. Euro verhängt. Außerdem darf der Verein nur 21 statt 25 Spieler in der Champions League einsetzen, und die Gehälter dieser Spieler dürfen in der Summe nicht steigen.

## Kurioses
In der Saison 1957/58 erzielte Manchester City 104 Tore in der First Division, bekam aber auch 100 Gegentore. Das war das bisher einzige Mal in der Liga, dass ein Verein sowohl eine dreistellige Zahl an Toren erzielte als auch kassierte. Manchester City ist zudem der bis heute einzige Klub, der als englischer Meister abstieg. Dieses Schicksal ereilte den Verein 1938.
In der Saison 2011/12 wurde die Meisterschaft am letzten Spieltag nach einem 1:2-Rückstand gegen die Queens Park Rangers erst durch zwei Tore in der Nachspielzeit (92. Minute (Džeko) und 94. Minute (Agüero)) gewonnen.

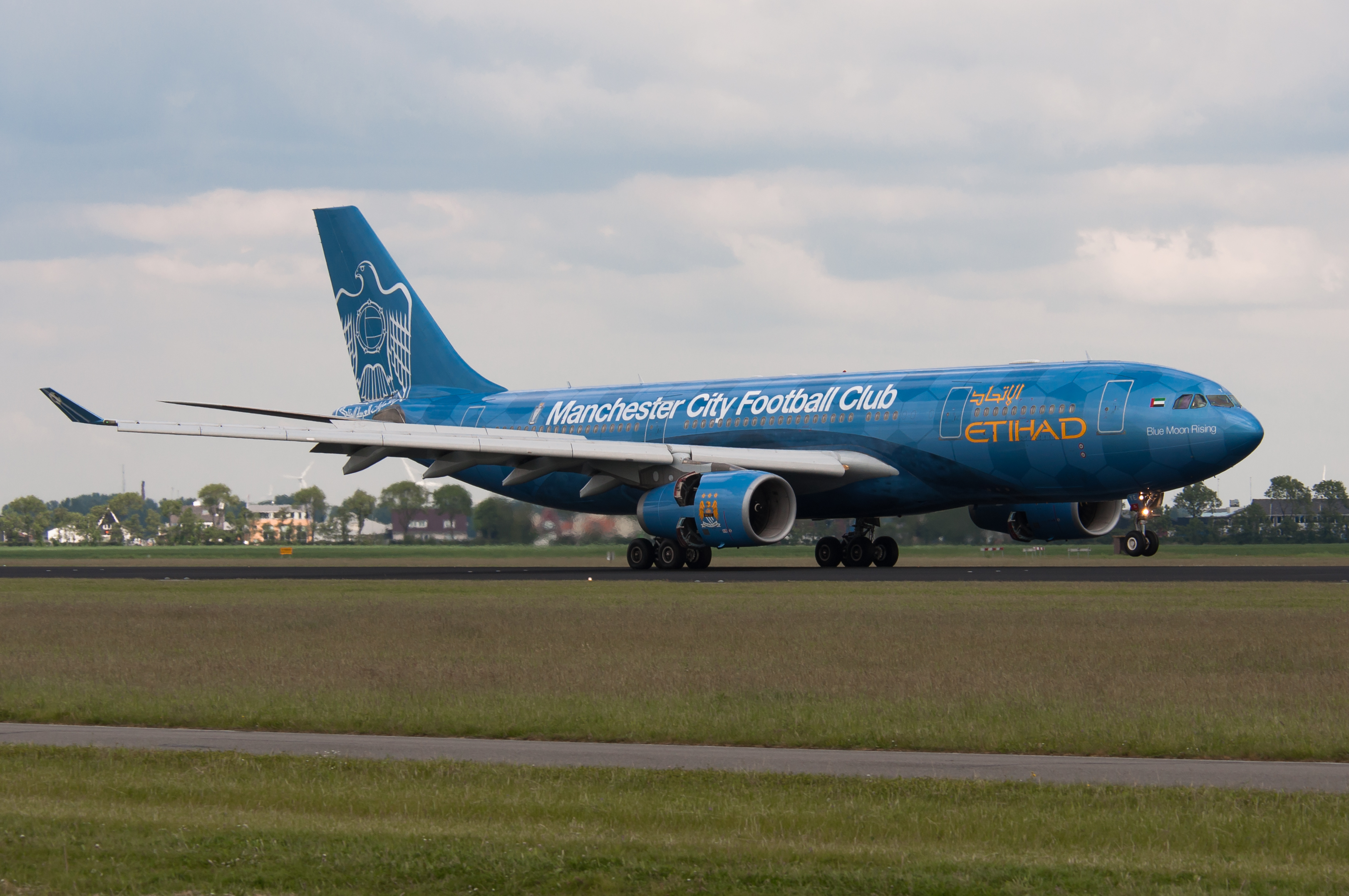
Ein Flugzeug der Etihad Airways (UAE) in den Vereinsfarben von Manchester City

## Vereinsfarben und -wappen
Die Vereinsfarben und damit auch die Spielkleidung bei Heimspielen sind hellblau-weiß. Das traditionelle Auswärtstrikot ist entweder kastanienfarbig oder rot-schwarz, wobei in der jüngeren Vergangenheit mehrere andere Farben verwendet wurden.
Das vorangegangene Vereinswappen wurde 1997 ins Leben gerufen, nachdem sich das vorherige seit 1972 genutzte Wappen als ungeeignet für eine Anmeldung als Warenzeichen erwiesen hatte. Das Wappen basiert auf dem Arsenal der Stadt Manchester und zeigt einen Schild vor goldenem Adler. Auf der oberen Hälfte des Schilds ist ein Schiff dargestellt, das den Manchester Ship Canal repräsentiert. Die untere Hälfte zeigt drei diagonale Streifen. Den unteren Teil des Wappens ziert das lateinische Motto Superbia in Proelio, übersetzt Stolz im Kampf. Über Adler und Schild sind drei Sterne zu sehen, die rein dekorativen Charakter haben und keine Meistersterne darstellen.
Bereits während der Saison 2015/16 kündigten die Verantwortlichen des Vereins an, das Wappen zu erneuern. Das neue Logo wurde am 26. Dezember 2015, dem Boxing Day, vor der Partie gegen Sunderland der Öffentlichkeit präsentiert. Seit Sommer 2016 betritt Manchester City offiziell unter dem neuen Wappen den Platz.

Wappenhistorie
Wappen von den 1930ern bis 1972
Wappen von 1997 bis 2015
Wappen seit 2016

## Ausrüster und Trikotsponsoren
Ende Februar 2019 unterzeichnete die City Football Group und der deutsche Sportartikelhersteller Puma einen langjährigen Ausrüstervertrag. Die ab Juli 2019 laufende Vereinbarung gilt neben Manchester City auch für die weiteren Vereine der City Football Group (u. a. Melbourne City FC, FC Girona, Club Atlético Torque oder der Sichuan Jiuniu FC). Über die Länge oder das finanzielle Volumen wollten beide Seiten keine Angaben machen. Laut Medienberichten soll der Vertrag über zehn Jahre laufen und eine Höhe von 750 Mio. Euro haben.
| Zeitraum  | Ausrüster      | Trikotsponsoren |
| --------- | -------------- | --------------- |
| 1974–1982 | Umbro          | kein Sponsor    |
| 1982–1984 | Umbro          | Saab            |
| 1984–1987 | Umbro          | Philips         |
| 1987–1997 | Umbro          | Brother         |
| 1997–1999 | Kappa          | Brother         |
| 1999–2002 | Le Coq Sportif | Eidos           |
| 2002–2003 | Le Coq Sportif | First Advice    |
| 2003–2004 | Reebok         | First Advice    |
| 2004–2007 | Reebok         | Thomas Cook     |
| 2007–2009 | Le Coq Sportif | Thomas Cook     |
| 2009–2013 | Umbro          | Etihad Airways  |
| 2013–2019 | Nike           | Etihad Airways  |
| seit 2019 | Puma           | Etihad Airways  |

## Stadion
Nach der Vereinsgründung spielte Manchester City in fünf verschiedenen Stadien, bis 1887 mit dem Stadion an der Hyde Road ein dauerhaftes Quartier gefunden wurde. 1920 wurde die Haupttribüne in der Hyde Road durch ein Feuer zerstört, und 1923 wurde ein neues Stadion in der Maine Road bezogen. Zum Abschluss der Saison 2002/03 zog der Verein von der Maine Road in das City of Manchester Stadium, ein Stadion im Osten Manchesters mit 48.000 Sitzplätzen, das zu diesem Zeitpunkt qualitativ auf dem neuesten Stand war, und das er von der Stadt Manchester nach den Commonwealth Games 2002 erwarb.
Seit dem Umzug hat der Verein 35 Millionen britische Pfund in die Weiterentwicklung des Stadions und die Tieferlegung des Spielfelds investiert, fügte zudem eine weitere Reihe um den ganzen Platz hinzu und baute die neue Nordtribüne.
Das neue Stadion wurde mit einem 2:1-Sieg über den spanischen Spitzenverein FC Barcelona eröffnet, wobei Nicolas Anelka und Trevor Sinclair die beiden Treffer erzielten.

## Fankultur
Der Anhang bewies seine außerordentliche Treue vor allem in den schwierigen Jahren. Trotz des Abstiegs in zwei aufeinanderfolgenden Spielzeiten in den späten 1990er-Jahren erschienen konstant 32.000 Zuschauer zu den ausverkauften Spielen und trotzten der geringen Qualität der gegnerischen Mannschaften und dem dargebotenen niederklassigen Fußball. Diese Treue unterschied sich deutlich von anderen großen Vereinen wie dem AFC Sunderland, der, in sportliche Turbulenzen geratend, stets über einen großen Rückgang der Unterstützung von bis zu 20.000 Fans klagt.
Der bevorzugte Gesang der Fans ist das Lied Blue Moon, das trotz des melancholischen Themas mit großer Begeisterung als Hymne vorgetragen wird.
In den späten 1980er Jahren begannen die City-Fans damit, aufblasbare Gegenstände zu den Spielen mitzubringen, vorzugsweise Bananen. Ihren Ursprung hatte diese Mode im Spiel gegen West Bromwich Albion, als die Sprechchöre nach der Vorstellung des Einwechselspielers Imre Varadi, der zuvor beim Gegner unter Vertrag gestanden hatte, mit Imre Banana reagierten. Bilder von Fans, die auf den Tribünen aufblasbare Objekte schwenken, waren charakteristische Zeichen der Saison 1988/89. Höhepunkt war das Spiel gegen Stoke City am 26. Dezember 1988, das von Fan-Zeitschriften zu einer Kostümparty proklamiert wurde.

## Anhängerschaft
Liam und Noel Gallagher (Oasis), die Musiker Rick Wakeman und Ryan Adams, der The-Cult-Gitarrist Billy Duffy, der The-Fall-Frontmann Mark E. Smith, der ehemalige Schlagzeuger Alan „Reni“ Wren von The Stone Roses, der Ex-Smiths-Schlagzeuger Mike Joyce, Mike Pickering von M People, der Bassist der Band James Jim Glennie, Ex-Take-That-Sänger Jason Orange sowie der The-Chameleons-Sänger Mark Burgess sind bekennende Fans von Manchester City. Der verstorbene Joy-Division-Sänger Ian Curtis und der ebenfalls bereits verstorbene New-Order-Produzent und Co-Teilhaber des ehemaligen legendären Manchester Szene-Clubs The Haçienda, Rob Gretton, waren ebenfalls fanatische Anhänger. Ex-Smiths-Gitarrist Johnny Marr, The-Durutti-Column-Mastermind Vini Reilly und A-Certain-Ratio-Bassist und Sänger Jez Kerr absolvierten in ihrer Jugend Probetrainings für den Verein.
Zudem sind auch Mitglieder der Band Doves und Badly Drawn Boy Inhaber von Dauerkarten. Badly Drawn Boy und Doves verabschiedeten mit ihrem Konzert nach dem letzten Spiel gegen den FC Southampton im Maine-Road-Stadion die alte Spielstätte und markierten damit den Umzug in das neue Stadion, während Oasis sowohl in der Maine Road als auch im City of Manchester Stadium Konzerte vor insgesamt 180.000 Fans an drei Abenden gab.
Die Radiounterhalter Mark Radcliffe & Marc Riley (alias Mark & Lard), der Musikjournalist Paul Morley sowie Stuart Hall sind ebenso zeit ihres Lebens Anhänger des Vereins wie die Komiker Eddie Large, Chris Sievey (alias Frank Sidebottom) und Bernard Manning, der Dramatiker Trevor Griffiths sowie der britische Starfotograf Kevin Cummins. Ein Großteil des Coronation-Street-TV-Teams drückt Manchester City traditionell die Daumen.
Zu bekennenden Langzeitfans zählen auch die Schauspieler David Threlfall, Jackie Chan, Alan Carr, Craig Cash, John Henshaw sowie der James-Bond-Darsteller Timothy Dalton, der ehemalige Derivatehändler und Barings-Bank-Bankrotteur Nick Leeson, der Geschäftsmann Michael O’Leary, der ehemalige englische Rugby-Union-Spieler Will Greenwood, der ehemalige stellvertretende Direktor der Bank von England Sir Howard Davies, der englische Cricketspieler Andrew Flintoff, der englische Tennisprofi Liam Broady, der britische American Football Profi Menelik Watson (Oakland Raiders) sowie der englische Snookerspieler Nigel Bond.
Der ehemalige Boxer Ricky „The Hitman“ Hatton ist ein Fan von Manchester City; sein Großvater und Vater waren Spieler des AFC Rochdale. Bei Boxkämpfen betrat Hatton den Ring zu dem Vereinslied Blue Moon.
Arthur Balfour, britischer Premierminister von 1902 bis 1905, war ebenfalls ein Anhänger von Manchester City.

## Erfolge

### National
- Englische Fußballmeisterschaft
  - Meister (10×): 1937, 1968, 2012, 2014, 2018, 2019, 2021, 2022, 2023, 2024
  - Vizemeister (6×): 1904, 1921, 1977, 2013, 2015, 2020
- FA-Cup
  - Sieger (7×): 1904, 1934, 1956, 1969, 2011, 2019, 2023
  - Finalist (6×): 1926, 1933, 1955, 1981, 2013, 2024, 2025
- EFL-Cup
  - Sieger (8×): 1970, 1976, 2014, 2016, 2018, 2019, 2020, 2021
  - Finalist: 1974
- FA-Supercup (FA-Community-Shield)
  - Sieger (7×): 1937, 1968, 1972, 2012, 2018, 2019, 2024
  - Finalist (9×): 1934, 1956, 1969, 1973, 2011, 2014, 2021, 2022, 2023

### International
- UEFA Champions League
  - Sieger: 2023
  - Finalist: 2021
- Europapokalsieger der Pokalsieger
  - Sieger: 1970
- UEFA-Pokal
  - Viertelfinale: 1979, 2009
- UEFA-Super-Cup:
  - Sieger: 2023
- FIFA-Klub-WM
  - Sieger: 2023

## Kader

### Aktueller Kader 2024/25
Stand: 23. April 2025
| Nr.        | Nat.        | Name                 | Geburtstag    | im Verein seit | Vertrag bis |     |
| Tor        | Tor         | Tor                  | Tor           | Tor            | Tor         | Tor |
| ---------- | ----------- | -------------------- | ------------- | -------------- | ----------- | --- |
| 13         | England     | Marcus Bettinelli    | 24. Mai 1992  | 2025           | 2026        |     |
| 18         | Deutschland | Stefan Ortega Moreno | 6. Nov. 1992  | 2022           | 2026        |     |
| 31         | Brasilien   | Ederson              | 17. Aug. 1993 | 2017           | 2026        |     |
| 33         | England     | Scott Carson         | 3. Sep. 1985  | 2019           | 2025        |     |
| Abwehr     |             |                      |               |                |             |     |
| 03         | Portugal    | Rúben Dias           | 14. Mai 1997  | 2020           | 2027        |     |
| 05         | England     | John Stones          | 28. Mai 1994  | 2016           | 2026        |     |
| 06         | Niederlande | Nathan Aké           | 18. Feb. 1995 | 2020           | 2027        |     |
| 21         | Algerien    | Rayan Aït-Nouri      | 6. Juni 2001  | 2025           | 2030        |     |
| 22         | Brasilien   | Vitor Reis           | 12. Jan. 2006 | 2025           | 2029        |     |
| 24         | Kroatien    | Joško Gvardiol       | 23. Jan. 2002 | 2023           | 2028        |     |
| 25         | Schweiz     | Manuel Akanji        | 19. Juli 1995 | 2022           | 2027        |     |
| 45         | Usbekistan  | Abduqodir Xusanov    | 29. Feb. 2004 | 2025           | 2029        |     |
| 66         | England     | Jahmai Simpson-Pusey | 4. Nov. 2005  |                | 2024        |     |
| 82         | England     | Rico Lewis           | 21. Nov. 2004 | 2012           | 2028        |     |
| Mittelfeld |             |                      |               |                |             |     |
| 04         | Niederlande | Tijjani Reijnders    | 29. Juli 1998 | 2025           | 2030        |     |
| 08         | Kroatien    | Mateo Kovačić        | 6. Mai 1994   | 2023           | 2027        |     |
| 10         | England     | Jack Grealish        | 10. Sep. 1995 | 2021           | 2027        |     |
| 11         | Belgien     | Jérémy Doku          | 7. Mai 2002   | 2023           | 2028        |     |
| 14         | Spanien     | Nico                 | 3. Jan. 2002  | 2025           | 2029        |     |
| 16         | Spanien     | Rodri                | 22. Juni 1996 | 2019           | 2027        |     |
| 17         | Belgien     | Kevin De Bruyne      | 28. Juni 1991 | 2015           | 2025        |     |
| 19         | Deutschland | İlkay Gündoğan       | 24. Okt. 1990 | 2024           | 2026        |     |
| 20         | Portugal    | Bernardo Silva       | 10. Aug. 1994 | 2017           | 2026        |     |
| 26         | Brasilien   | Savinho              | 10. Apr. 2004 | 2024           | 2029        |     |
| 27         | Portugal    | Matheus Nunes        | 27. Aug. 1998 | 2023           | 2028        |     |
| 30         | Argentinien | Claudio Echeverri    | 2. Jan. 2006  | 2024           | 2028        |     |
| 47         | England     | Phil Foden           | 28. Mai 2000  | 2017           | 2027        |     |
| 52         | Norwegen    | Oscar Bobb           | 12. Juli 2003 | 2019           | 2029        |     |
| 75         | England     | Nico O'Reilly        | 21. März 2005 | 2024           | 2028        |     |
| 87         | England     | James McAtee         | 18. Okt. 2002 |                | 2026        |     |
| Sturm      |             |                      |               |                |             |     |
| 07         | Agypten     | Omar Marmoush        | 7. Feb. 1999  | 2025           | 2029        |     |
| 09         | Norwegen    | Erling Haaland       | 21. Juli 2000 | 2022           | 2034        |     |
| 29         | Frankreich  | Rayan Cherki         | 17. Aug. 2003 | 2025           | 2030        |     |
| 67         | England     | Divin Mubama         | 25. Okt. 2004 | 2024           |             |     |

### Trainerstab

Pep Guardiola ist seit der Saison 2016/17 Cheftrainer

Stand: Juli 2022
| Nat.    | Name                 | Funktion       | Seit |
| ------- | -------------------- | -------------- | ---- |
| Spanien | Pep Guardiola        | Cheftrainer    | 2016 |
| Spanien | Rodolfo Borrell      | Co-Trainer     | 2016 |
| Spanien | Carlos Vicens        | Co-Trainer     | 2017 |
| Spanien | Xabi Mancisidor      | Torwarttrainer | 2013 |
| England | Richard Wright       | Torwarttrainer | 2017 |
| Spanien | Lorenzo Buenaventura | Fitnesstrainer | 2016 |
| Spanien | Carles Planchart     | Video-Analyst  | 2016 |
| Spanien | Manel Estiarte       | Berater        | 2016 |

## Nummer 23
Seit 2003 hat Manchester City die Rückennummer 23 nicht mehr vergeben. Sie wurde zu Ehren von Marc-Vivien Foé zurückgezogen, der zum Zeitpunkt seines Todes bei Manchester City unter Vertrag stand und von Olympique Lyon ausgeliehen war. Foé starb während eines Länderspiels der kamerunischen Nationalmannschaft.

## Manchester City Hall of Fame
Die folgenden Personen wurden seit 2004 in die Hall of Fame von Manchester City aufgenommen:
Malcolm Allison, Ken Barnes, Colin Bell, Tony Book, Eric Brook, Roy Clarke, Joe Corrigan, Sam Cowan, Peter Doherty, Mike Doyle, Shaun Goater, Johnny Hart, Tommy Johnson, Paul Lake, Francis Lee, Joe Mercer, Billy Meredith, Alan Oakes, Roy Paul, Niall Quinn, Uwe Rösler, Mike Summerbee, Frank Swift, Fred Tilson, Ernie Toseland, Bert Trautmann, Alex Williams, Neil Young.

## Trainer
(In Klammern ist die jeweilige Amtszeit angegeben; verzichtet wurde auf die Aufführung von Interimstrainern.)
- Frederick Hopkinson (1880–1882)
- Edward Kitchen (1884–1887)
- Walter Chew (1887–1889)
- Lawrence Furniss (1889–1893)
- Joshua Parlby (1893–1895)
- Samuel Ormerod (1895–1902)
- Thomas Maley (1902–1906)
- Harry Newbould (1906–1912)
- Ernest Mangnall (1912–1924)
- David Ashworth (1924–1925)
- Albert Alexander (1925–1926)
- Peter Hodge (1926–1932)
- Wilf Wild (1932–1946)
- Samuel Cowan (1946–1947)
- Jock Thomson (1947–1950)
- Leslie McDowall (1950–1963)
- George Poyser (1963–1965)
- Joe Mercer (1965–1971)
- Malcolm Allison (1971–1973)
- John P. Hart (1973)
- Ron Saunders (1973–1974)
- Tony Book (1974–1979)
- Malcolm Allison (1979–1980)
- John Bond (1980–1983)
- John Benson (1983)
- Billy McNeill (1983–1986)
- Jimmy Frizzell (1986–1987)
- Mel Machin (1987–1989)
- Howard Kendall (1989–1990)
- Peter Reid (1990–1993)
- Brian Horton (1993–1995)
- Alan Ball (1995–1996)
- Steve Coppell (1996)
- Frank Clark (1996–1998)
- Joe Royle (1998–2001)
- Kevin Keegan (2001–2005)
- Stuart Pearce (2005–2007)
- Sven-Göran Eriksson (2007–2008)
- Mark Hughes (2008–2009)
- Roberto Mancini (2009–2013)
- Manuel Pellegrini (2013–2016)
- Pep Guardiola (seit 1. Juli 2016)

## Rekorde
- Rekordsieg in der Meisterschaft: 11:3 gegen Lincoln City (am 23. März 1895)
- Rekordsieg im FA-Cup: 12:0 gegen Liverpool Stanley (am 4. Oktober 1890)
- Rekordniederlage in der Meisterschaft: 1:9 gegen den FC Everton (am 3. September 1906)
- Rekordniederlage im FA-Cup: 0:6 gegen Preston North End (im Januar 1897)
- Rekordzuschauerzahl: 84.569 gegen Stoke City (am 3. März 1934)
- Rekordspieler in der Meisterschaft: Alan Oakes (561+drei Kurzeinsätze, 1958–1976)
- Rekordspieler gesamt: Alan Oakes (668+vier Kurzeinsätze, 1958–1976)
- Rekordtorschütze gesamt: Sergio Agüero (184, 2011–2017)
- Rekordtorschütze in einer Saison: Tommy Johnson (38, 1928/29)

### Top 10 nach Einsätzen und Toren
(Stand: 2. Januar 2018; angegeben sind alle Pflichtspiele und -tore)
| Einsätze | Einsätze        | Einsätze  | Einsätze |
| -------- | --------------- | --------- | -------- |
| 1        | Alan Oakes      | 1959–1976 | 668      |
| 2        | Joe Corrigan    | 1967–1983 | 592      |
| 3        | Mike Doyle      | 1964–1978 | 558      |
| 4        | Bert Trautmann  | 1949–1964 | 545      |
| 5        | Eric Brook      | 1927–1940 | 494      |
| 6        | Colin Bell      | 1966–1979 | 492      |
| 7        | Tommy Booth     | 1967–1981 | 478      |
| 8        | Mike Summerbee  | 1965–1975 | 443      |
| 9        | Paul Power      | 1975–1986 | 437      |
| 10       | Willie Donachie | 1968–1980 | 425      |

| Tore | Tore             | Tore                | Tore |
| ---- | ---------------- | ------------------- | ---- |
| 1    | Sergio Agüero    | 2011–2021           | 199  |
| 2    | Eric Brook       | 1927–1940           | 177  |
| 3    | Tommy Johnson    | 1919–1930           | 166  |
| 4    | Joe Hayes        | 1953–1965           | 152  |
| 4    | Colin Bell       | 1966–1979           | 152  |
| 6    | Billy Meredith   | 1894–1906 1921–1924 | 151  |
| 7    | Francis Lee      | 1967–1974           | 143  |
| 8    | Tommy Browell    | 1913–1926           | 139  |
| 10   | Billie Gillespie | 1897–1905           | 132  |
| 10   | Fred Tilson      | 1927–1938           | 132  |

## U21
Die zweite Mannschaft, die sich U21 nennt, spielt aktuell in der Premier League 2. Sie spielen im Academy Stadium von Manchester. Ihr bisher größter Erfolg war die Meisterschaft in der Saison 2020/21.

## Frauenfußball
Der Manchester City Ladies Football Club wurde im November 1988 gegründet. Mit dem Einzug in die höchste englische Spielklasse, die FA Women’s Super League, wurde er im Januar 2014 in Manchester City Women’s Football Club umbenannt. Die Mannschaft trägt ihre Heimspiele im Manchester City Academy Stadium, welches sich wie das Stadion der Herren im Sportkomplex Etihad Campus in Sportcity befindet, aus. Der Besucherrekord wurde am 25. September 2016 im Ligaspiel gegen die Frauenmannschaft des FC Chelsea mit 4.096 Zuschauern auf den Rängen erreicht. Sie wird vom Engländer Nick Cushing und seinem Co-Trainer Alan Mahon aus Irland betreut. Seit August 2012 ist die Frauenabteilung fester Bestandteil der Vereinsstruktur, was unter anderem auch eine finanzielle Unterstützung oder die Mitbenutzung der Trainingsplätze gewährleistet.
Ihr erstes Spiel bestritten die Manchester City Ladies gegen die Curzon Ashton Ladies, man gewann das Freundschaftsspiel mit 4:2. Zur Saison 1989/90 nahm die Mannschaft den regulären Spielbetrieb in der Regionalliga North West Women’s Regional Football League auf. Zu den größten Erfolgen zählen der Gewinn der Meisterschaft in der höchsten Spielklasse, der FA Women’s Super League, im Jahr 2016 und ein Jahr später der Sieg im Finale des FA Women’s Cups mit 4:1 über den Birmingham City LFC. In der Saison 2016/17 erreichte das Team das Halbfinale der Champions League und schied gegen Olympique Lyon aus, was die beste Leistung in diesem Wettbewerb markierte.
Ligaplatzierungen:
Barclays FA Women’s Super League
- 2022/2023 - 4. Platz – 47 Punkte (15 Siege – 2 Unentschieden – 5 Niederlagen)
- 2021/2022 - 3. Platz – 47 Punkte (15 Siege – 2 Unentschieden – 5 Niederlagen)
- 2020/2021 - 2. Platz – 55 Punkte (17 Siege – 4 Unentschieden – 1 Niederlage)
- 2019/2020 - 2. Platz – 40 Punkte (13 Siege – 1 Unentschieden – 2 Niederlagen)
- 2018/2019 - 2. Platz – 47 Punkte (14 Siege – 5 Unentschieden – 1 Niederlage)

FA Women’s Super League
- 2017/2018 - 2. Platz – 38 Punkte (12 Siege – 2 Unentschieden – 4 Niederlagen)